# Amauris ansorgei
Amauris ansorgei är en fjärilsart som beskrevs av Sharpe 1890. Amauris ansorgei ingår i släktet Amauris och familjen praktfjärilar. Inga underarter finns listade i Catalogue of Life.